# 1-氟丙烷
1-氟丙烷是一种有机化合物，化学式为C3H7F，是一种气体。它可以环丙烷和氟化氢钾在四氟化硅存在下反应得到。它发生消除反应的能量为58.3 kcal·mol−1（激波管法测得）。